# Politique économique de Joe Biden
 (mai 2024).

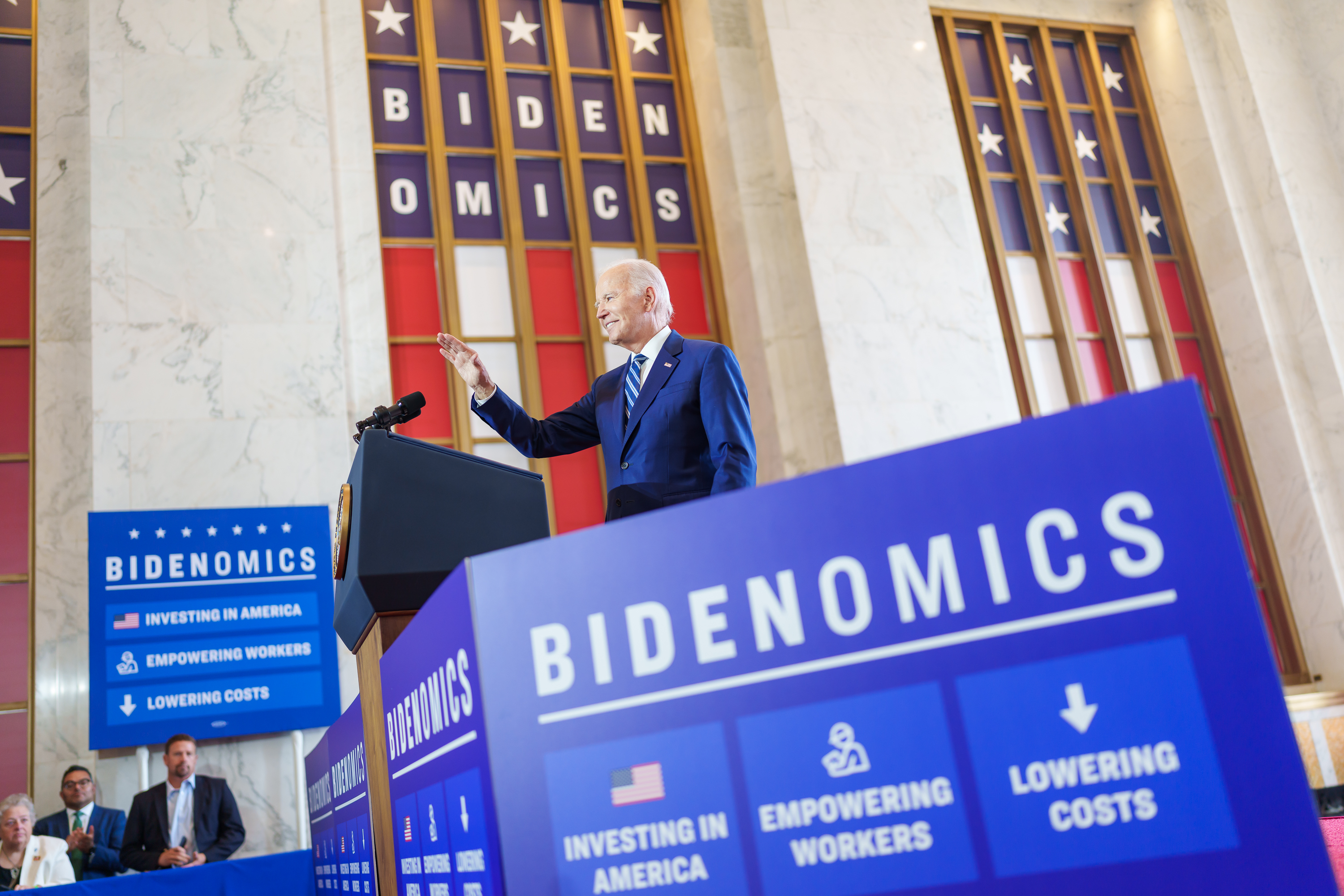
Joe Biden vantant son bilan économique à Chicago le 28 juin 2023.

La politique économique de l'administration de Joe Biden, aussi appelé Bidenomics (mot-valise pour Biden et economics) est l'ensemble des mesures économiques prises par le président Joe Biden au cours de son mandat pour lutter contre les conséquences de la pandémie de Covid-19, la crise de la dette étudiante et la hausse des inégalités.
Ils se caractérisent par des investissements dans les infrastructures et le renforcement du filet de sécurité sociale, financés par l'impôt et des augmentations sur les ménages et les entreprises à revenus plus élevés. D'autres objectifs incluent l'augmentation du salaire minimum national et l'élargissement de la formation des travailleurs, la réduction des inégalités de revenus, l'élargissement de l'accès aux soins abordables et l'annulation de la dette étudiante.
La promulgation du plan de sauvetage américain en mars 2021 visant à soulager l’impact économique de la pandémie de Covid-19 est le premier élément majeur de cette politique. La loi de Biden sur l'investissement dans les infrastructures et l'emploi est promulguée en novembre 2021 et constitue environ 550 milliards de dollars d'investissements supplémentaires. Sa loi sur la réduction de l’inflation est promulguée en août 2022.
La première année du mandat de Joe Biden en 2021 est marquée par une forte croissance de la production intérieure brute réel, des salaires, du taux d'emploi, des rendements boursiers et du patrimoine net des ménages, associée à une augmentation de l'inflation, alors que l'économie est en train de se remettre de la récession de 2020. Au cours de la période 2022-2023, le taux de chômage est en moyenne de 3,6 %, le plus bas depuis 1969. La création mensuelle d'emplois s'élève en moyenne à 402 000 depuis l'inauguration jusqu'en février 2024, ou 273 000 depuis juin 2022, lorsque le niveau d'emploi d'avant la pandémie a été retrouvé. L’inflation culmine en mi-2022 à 9,0 % sur un an, et tombe à 3,2 % en février 2024. La Réserve fédérale relève rapidement son taux d’intérêt directeur de mars 2022 à août 2023 et devrait maintenir des taux d’intérêt élevés pendant une partie ou la totalité de l'année 2024.

## Bilan global

### Bidenomics
Biden décrit sa vision de l'économie sur Twitter en juin 2023 : « Les Bidenomics consistent à faire croître l'économie du milieu vers le haut et du bas vers le haut, et non une croissance provenant du haut vers le bas [top down]. C'est une vision économique dans laquelle nous faisons des investissements intelligents en Amérique, éduquons et rendons indépendants les travailleurs américains, et promouvons la concurrence pour réduire les coûts et aider les petites entreprises ».

### 2021
Le président Biden hérite de la part du président Trump une situation économique et budgétaire compliquée, en grande partie due à la persistance de la pandémie de Covid-19. En décembre 2020, le niveau d’emplois est inférieur de près de 10 millions (6 %) au sommet du début 2020, et le taux de chômage était à 6,7 %. Il y a eu un déficit budgétaire record au cours de 2020 d'un montant de 3 100 milliards de dollars, soit 14,9 % du PIB.
La première réponse législative majeure de Biden est l'American Rescue Plan Act, promulguée en mars 2021, c'est un paquet de 1 900 milliards de dollars comprenant des chèques de 1 400 dollars par adulte, un crédit d'impôt pour enfants étendu sur un an avec des chèques mensuels de 250 à 300 dollars par enfant afin de considérablement réduire la pauvreté infantile, et enfin permettre aux allocataires du chômage une éligibilité aux prestations de santé, entre autres. Le principal effet se produit au cours de l’année 2021, avec un impact moindre en 2022. Aucun républicain à la Chambre des représentants ou au Sénat n’a voté pour cette législation.
Biden poursuit avec la loi sur l'investissement dans les infrastructures et l'emploi, promulguée en novembre 2021. Il autorise des investissements dans les infrastructures d’un montant total de 1 000 milliards de dollars sur une décennie pour la construction de routes, de ponts, d'aéroports, de ports maritimes, de chemins de fer, de transports publics, et l'amélioration de la qualité du haut débit et de l’eau, entre autres. Le Bureau du budget du Congrès américain estime l’impact sur le déficit à 250 milliards de dollars au total, car il considère les tendances antérieures en matière d’investissement d'infrastructures comme base de comparaison. La loi est adoptée par le Sénat avec des voix favorables provenant des deux partis, au total la loi est votée avec 69 pour et 30 contre.
Le PIB réel augmente de 5,9 % au cours de la première année de la présidence de Biden en 2021, le taux le plus rapide depuis 1984,. La même année, dans un contexte de création d'emplois record, le taux de chômage chute au rythme le plus rapide jamais enregistré, passant de 6,4 % en janvier 2021 à 3,9 % en décembre 2021,. Cependant, l’inflation augmente considérablement en 2021 par rapport à 2020 tant aux États-Unis qu'en Europe, en raison de facteurs tels que la forte demande des consommateurs pour les biens (renforcée par les programmes gouvernementaux de revenus de secours), les restrictions d’approvisionnement en capacité portuaire et en puces électroniques, et la baisse des prix en 2020,.
L'inflation est partiellement compensée par une forte augmentation des salaires ; selon l'indice du coût de l'emploi, les salaires et avantages sociaux des travailleurs augmentent au rythme le plus rapide depuis au moins 20 ans,. L'administration note qu'une inflation élevée est également présente dans la zone euro, au Canada et au Royaume-Uni, bien que les économistes aient déclaré que les 5 000 milliards de dollars de dépenses de relance du gouvernement aux États-Unis en 2020 et 2021 sont disproportionnés par rapport à ceux d'autres pays et contribuent massivement à l’inflation nationale.
Malgré la pandémie et les défis de l'inflation, le journal Bloomberg News rapporte en novembre 2021 que le rendement boursier du S&P 500 de 37,4 % au cours de la première année de la présidence (mesuré à partir du jour de l'élection) est le plus élevé de tous les présidents modernes. Les gains boursiers et les augmentations significatives des prix de l’immobilier ont contribué à un niveau record de 142 000 milliards de dollars du patrimoine net des ménages au quatrième trimestre de 2021.
Le déficit budgétaire en 2021, la dernière année budgétisée par le président Trump, s’élevait à 2 800 milliards de dollars, contre 3 100 milliards de dollars en 2020.

### 2022

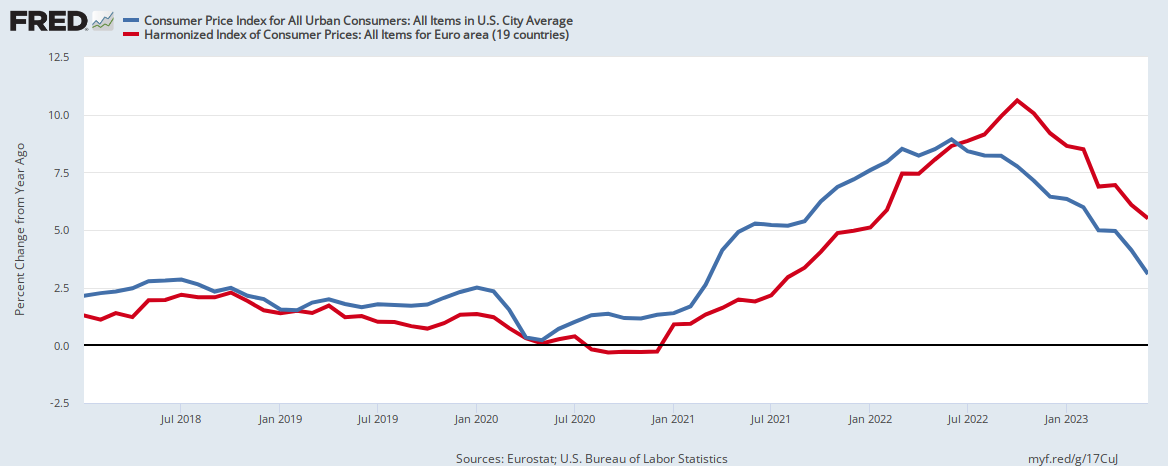
Taux d'inflation des États-Unis (en bleu) et de la zone euro (en rouge) de janvier 2018 à juin 2023.

La hausse de l'inflation ayant débuté en 2021 se prolonge en 2022. Le taux d'inflation national sur un an atteint son pic à 9,0 % en juin 2022 avant de redescendre de manière stable à 6,5 % en décembre 2022.
Le taux de chômage est en moyenne de 3,6 % en 2022, le niveau le plus bas depuis 1969. Le nombre de personnes dans l'emploi retrouve son niveau pré-pandémique en juin 2022 et le nombre de personnes dans l'emploi atteint chaque mois un record historique, atteignant le chiffre de 154,5 millions en décembre 2022. En 2022, en moyenne 400 000 emplois sont créés chaque mois.
En juillet 2022, The Wall Street Journal affirme que « Household finances are as strong as they've been in decades, thanks to money saved during the pandemic, debt paid off over the past decade and a strong job market. » (« L'épargne des ménages n'a jamais été aussi élevée depuis des décennies, et ce grâce aux plans de sauvetage de l'économie pendant la pandémie, le paiement de la dette sur la décennie passée et un marché du travail performant. ») Pour le premier trimestre de 2022, les ménages ont accumulé 5 000 milliards de $ de plus sur les comptes de dépôt et sur les marchés des capitaux qu'au cours de la période pré-pandémique. Cependant, certains indices présentent un sentiment jamais aussi négatif de la satisfaction des consommateurs avec l'économie, notamment dû à l'inflation.

### 2023
Les prévisions économiques annonçant une récession pour 2023 se révèlent infondées. Le produit intérieur brut croît de 2,5 % sur l'année, surpassant largement la croissance économique des autres pays du G7,,. Sur toute la présidence, le taux de croissance annuel moyen du PIB en termes réels est de 3,4 %.
Sur le marché du travail, le taux de chômage maintient le chiffre de 3,6 %, déjà atteint en 2022. La dernière période où le taux de chômage était aussi bas est la période 1966-1969. Depuis juin 2022, le nombre de personnes dans l'emploi atteint chaque mois un record historique, atteignant le chiffre de 157,3 millions en décembre 2023. En 2023, en moyenne 251 000 emplois sont créés chaque mois, ce qui représente un total de 3,0 millions emplois. Les salaires augmentent plus vite que l'inflation de 2023, avec les salaires horaires réels augmentant en moyenne de 0,8 % de décembre 2022 à décembre 2023.
L'inflation est évaluée à 6,4 % en janvier 2023 avant de ralentir à 3,1 % en décembre 2023.
L'année 2023 présente pour la troisième année consécutive un record historique de création d'entreprises.
Le déficit budgétaire augmente en 2022 de 1 376 milliards de $ (5,4 % du PIB) à 1 695 milliards de $ (6,3 %) du PIB en 2023, soit une hausse de 319 milliards, ou encore de 23 %. En mai 2023, le Parti républicain menace de ne pas élever le plafond de la dette, risquant un possible défaut de paiement. Joe Biden signe la Fiscal Responsibility Act le 3 juin 2023 pour se prémunir contre une potentielle crise, la loi vise à faire reculer le déficit en limitant certaines dépenses pour deux ans, imposant de nouvelles exigences de travail aux Américains plus âgés recevant des aides nourricières, et facilitant les projets écologiques et l'éligibilité aux aides sociales.
Depuis que le Parti républicain détient la majorité dans la Chambre des représentants, aucune loi économique majeure n'a été signée. En 2023, 27 projets de loi sont entrés en vigueur, soit le plus faible nombre depuis la Grande Dépression.

### Plan de sauvetage américain

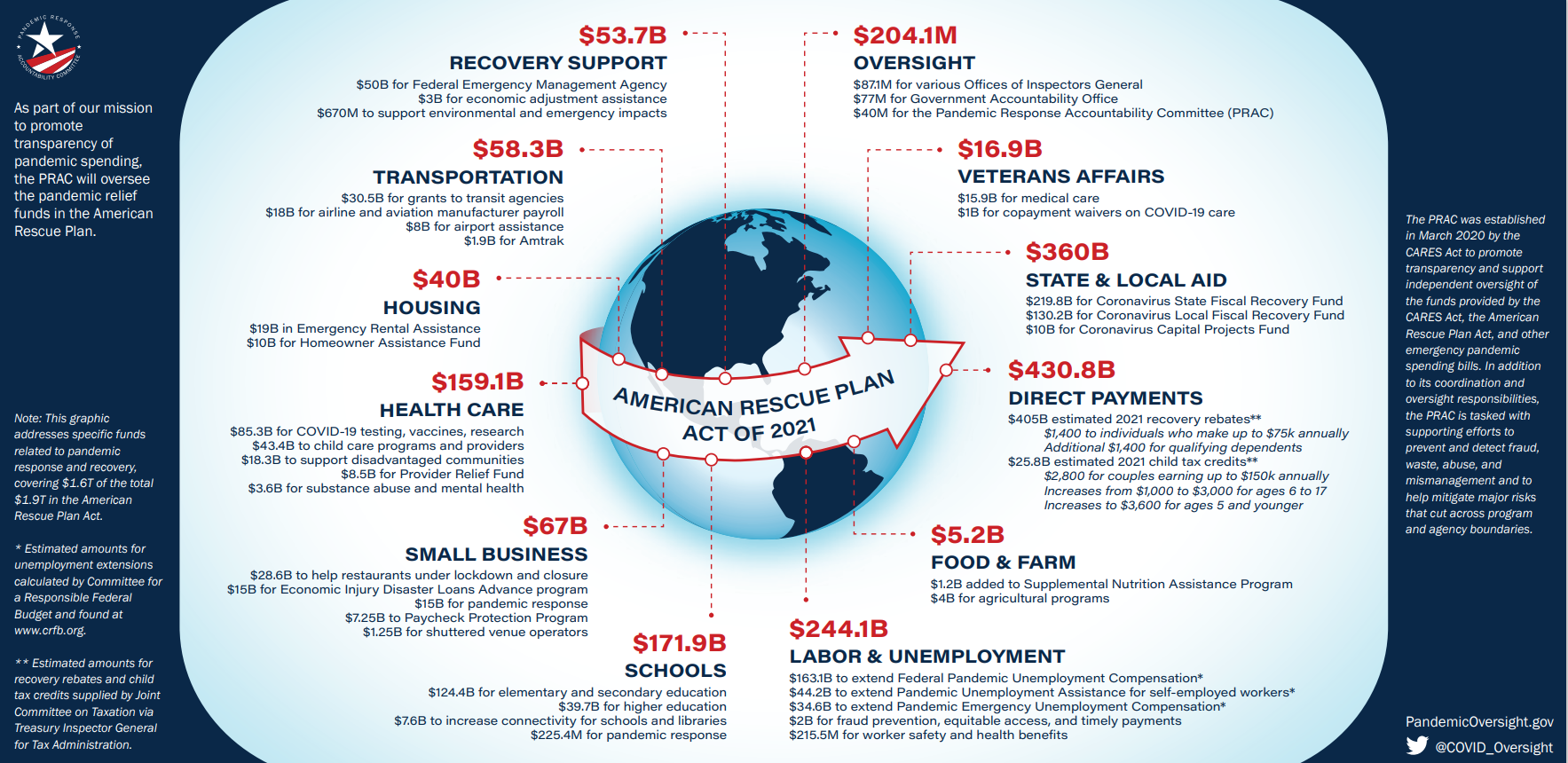
Infographie du plan de sauvetage américain.

## Législations clés

### Loi sur la réduction de l'inflation (Inflation Reduction Act)

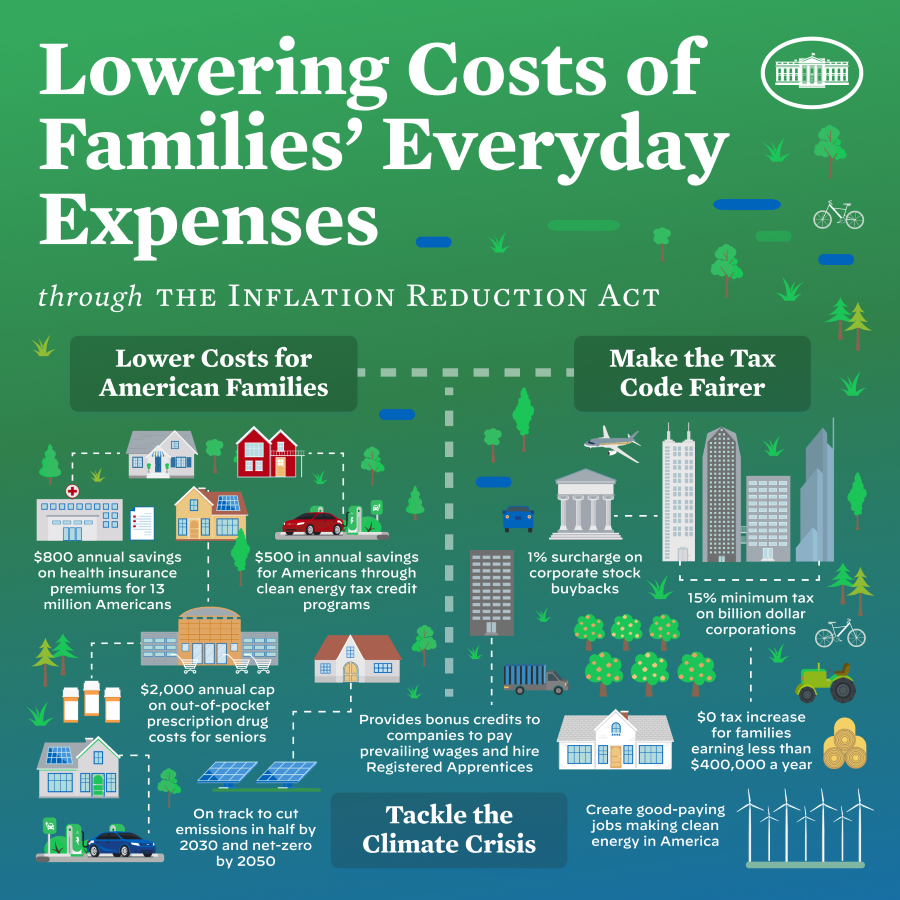
Poster résumant lInflation Reduction Act (IRA).

La loi sur la réduction de l'inflation, promulguée le 16 août 2022 par Joe Biden, prévoit 369 milliards $ de crédits sur dix ans pour réduire les émissions de gaz à effet de serre, avec l'objectif de les réduire de 50 à 52 % d'ici 2030 par rapport à 2005. Des soutiens sont accordés aux futurs carburants « propres » ou à l'hydrogène vert, ainsi qu'au captage du carbone dans l'air. Cette loi est présentée par le périodique Le Grand Continent comme « l’action la plus importante jamais entreprise aux États-Unis en matière de lutte contre le changement climatique. » La précédente loi comparable, l’American Recovery and Reinvestment Act de 2009, prévoyait 80 milliards de dollars d'investissements dans les technologies vertes et les énergies renouvelables. Sur les 369 milliards de dollars, 214 financeront l'électricité, 69 l'industrie, 48 la construction, 33 le transport, 26 l'adaptation au changement climatique et à la résilience. L'objectif global est de favoriser la transition énergétique aux États-Unis et de mettre en œuvre une réelle politique industrielle verte.

## Données générales

### Première année: janvier 2021 à janvier 2022

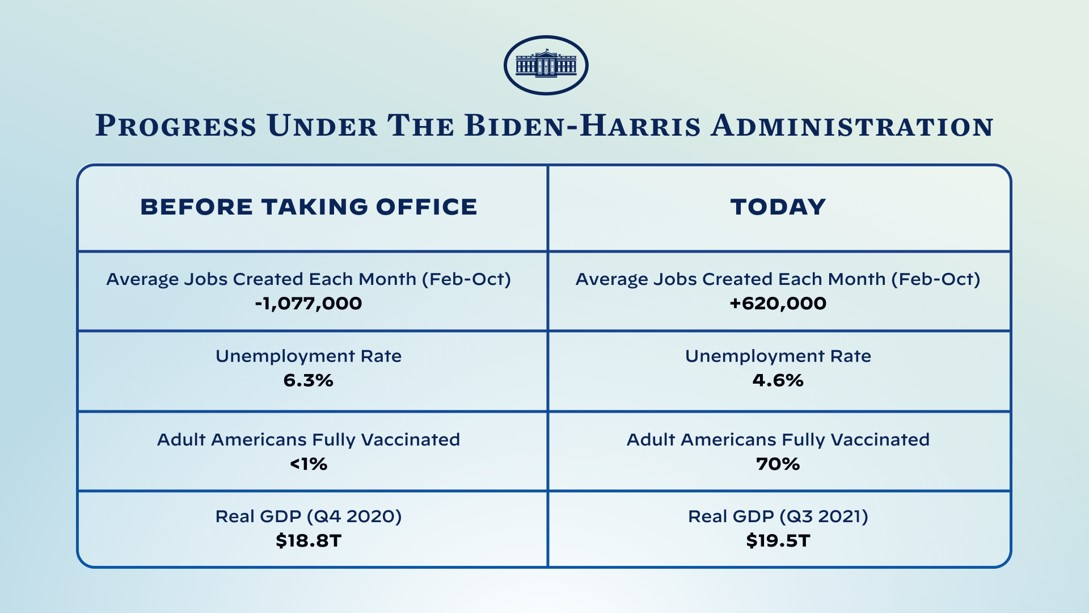
Résumé des données statistiques comparant le début du mandat de Biden avec octobre 2021.

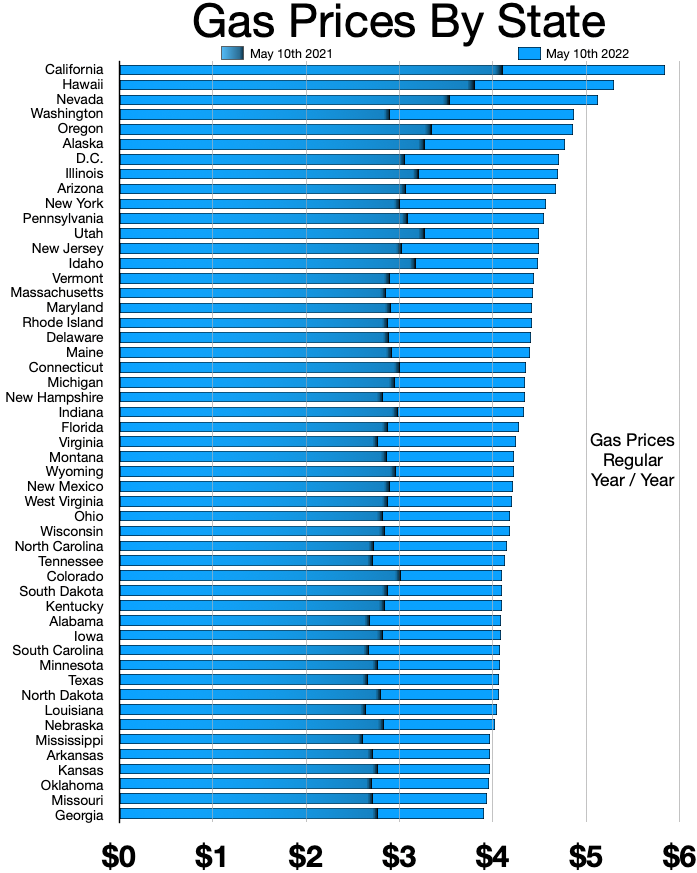
Comparaison du prix de l'essence par État entre le 10 mai 2021 et le 10 mai 2022.

Le tableau suivant regroupe des données macroéconomiques de l'année 2021, première année de la présidence de Biden. Le terme réel signifie ajusté de l'inflation.
| Variables                                         | Janvier 2021    | Janvier 2022       | Variation | % Variation |
| ------------------------------------------------- | --------------- | ------------------ | --------- | ----------- |
| Emplois (millions)                                | 143,0           | 149,6              | +6,6      | +4,6%       |
| Taux de chômage (en pourcentage)                  | 6,4%            | 4,0 %              | -2,4%     | -37,5%      |
| Chômeurs (millions)                               | 10,1            | 6,5                | -3,6      | -36%        |
| PIB réel (en billions de dollar)                  | 19,06 (Q1 2021) | 19,81 (Q4 2021)    | +0,75     | +3,9%       |
| Inflation (IPC)                                   | 262,20          | 281,93             | +19,73    | +7,5%       |
| Salaire horaire                                   | 25,18 $         | 26,92 $            | +1,74     | +6,9%       |
| Déficit budgétaire (en milliards de dollar)       | 2 772 (FY 2021) | 1 153 (FY 02/2022) | -1,619    | -58%        |
| Valeur des actions (indice mensuel S&P 500 moyen) | 3 794           | 4 573              | + 664     | +21%        |
| Dette publique (en billions de dollar)            | 21,6            | 23,6               | +1,9      | +8,8%       |

### Mandat complet

#### Mandat complet comparé à janvier 2021
Ce tableau ci-dessous regroupe les données depuis le début de son mandat en janvier 2021 jusqu'aux données les plus récentes. Les données de 2021 se placent dans le contexte de la pandémie de Covid-19, avec notamment un nombre d'emploi et un taux de chômage dans une situation moins bonne qu'ils ne l'étaient en 2019. Il est donc conseillé d'également s'appuyer sur les chiffres antérieurs à la pandémie, en 2019, présent dans la section suivante.
| Variable                                                                                | Janvier 2021 | Février 2024     | Variation | % Variation |
| --------------------------------------------------------------------------------------- | ------------ | ---------------- | --------- | ----------- |
| Emplois (millions)                                                                      | 143,0        | 157,8            | +14,8     | +10%        |
| Taux de chômage                                                                         | 6,3%         | 3,9%             | -2,4%     |             |
| Population active, âgée de 25 à 54 ans                                                  | 76,4%        | 80,7%            | +4,3%     |             |
| Salaires horaires réels (en dollar constant de 2024)                                    | 29,82 $      | 29,71 $          | -0,11 $   | -0,4%       |
| PIB réel par habitant (en dollar constant de 2017)                                      | 63 224 $     | 67 483 $         | +4 259 $  | +6,7%       |
| Valeur des actions (indice mensuel S&P 500 moyen)                                       | 3 794        | 5 012            | +1 218    | +32,1%      |
| Patrimoine net réel par ménage, 50 % des plus pauvres (en dollar constant de 2023)      | 53 604 $     | 55 118 $         | +1 514 $  | +2,8%       |
| Patrimoine net réel par ménage, du 6e au 9e déciles inclus (en dollar constant de 2023) | 841 727 $    | 830 331 $        | -11 396 $ | -1,4%       |
| Dette publique en % du PIB                                                              | 97,4%        | 96,5%            | -0,9%     |             |
| Production de pétrole brut (en milliers de barils quotidiens)                           | 11 137       | 13 236 (09/2023) | +2 099    | +18,8%      |

#### Mandat complet comparé à la période pré-pandémique
| Variable                                                                                | Pre-pandémie (Q4 2019 ou 02/2020) | Février 2024     | Variation  | % Variation |
| --------------------------------------------------------------------------------------- | --------------------------------- | ---------------- | ---------- | ----------- |
| Emplois (millions)                                                                      | 152,3                             | 157,8            | +5,5       | +3,6%       |
| Taux de chômage                                                                         | 3,5%                              | 3,9%             | +0,4%      |             |
| Population active, âgée de 25 à 54 ans                                                  | 80,5%                             | 80,7%            | +0,2%      |             |
| Salaires horaires réels (en dollar constant de 2024)                                    | 28,81 $                           | 29,71 $          | +0,90      | +3,1%       |
| PIB réel par habitant (en dollar constant de 2017)                                      | 63 257 $                          | 67 483 $         | +4 226 $   | +6,7%       |
| Valeur des actions (indice mensuel S&P 500 moyen)                                       | 3 277                             | 5 012            | +1 735     | +59,2%      |
| Patrimoine net réel par ménage, 50 % des plus pauvres (en dollar constant de 2023)      | 35 931 $                          | 55 117 $         | +19 186 $  | +53,4%      |
| Patrimoine net réel par ménage, du 6e au 9e déciles inclus (en dollar constant de 2023) | 721 836 $                         | 830 331 $        | +108 495 $ | +15,0%      |
| Dette publique en % du PIB                                                              | 78,5%                             | 96,5%            | +18,0%     |             |
| Production de pétrole brut (en milliers de barils quotidiens)                           | 12 844                            | 13 236 (09/2024) | +392       | +3,1%       |

## Covid-19

### Janvier 2021
Le 22 janvier 2021, le président Biden publie un décret visant à apporter une aide économique aux familles et aux entreprises. Cela comprend :
- un plus grand accès à la nourriture pour les étudiants qui ratent des repas en raison de la fermeture des écoles ;
- l'amélioration des avantages Supplemental Nutrition Assistance Program (SNAP) ;
- un transfert des paiements de relance directs amélioré ;
- une requête au Ministère du Travail afin de préciser que les travailleurs peuvent toujours accéder à l'assurance-chômage si leur emploi aurait mis leur santé en danger en raison de la Covid-19 ;
- développer un réseau de soutien aux familles et aux entreprises en leur donnant accès aux prestations gouvernementales ;
- exiger que les entrepreneurs fédéraux offrent un salaire horaire minimum de 15 $[53].

## Salaire minimum
Le plan de relance de Biden contre la Covid-19, l'American Rescue Plan, prévoyait à l'origine une augmentation du salaire minimum à 15 dollars de l'heure, mais cela cette proposition est ensuite abandonnée après que les démocrates et les républicains modérés du Sénat s'y sont opposés. Une étude du Bureau du budget du Congrès américain réalisée en 2019 estime que l’augmentation du salaire minimum à 15 dollars d’ici 2025 entraînerait une augmentation directe des salaires de 17 millions de personnes cette année-là, même si le nombre de personnes ayant un emploi pourrait être réduit dans une fourchette de zéro à 3,7 millions de personnes.
Trois mois après son arrivée au pouvoir, Biden signe un décret visant à augmenter le salaire minimum des entrepreneurs fédéraux de près de 37 %, à 15 dollars de l'heure. L’ordonnance est entrée en vigueur pour 390 000 travailleurs en janvier 2022,.

## Production intérieure d'énergie
Malgré la promotion par Biden de l’énergie verte et les affirmations républicaines selon lesquelles il mène une « guerre contre l’énergie américaine », à la fin de la troisième année de son mandat, les États-Unis produisent plus de pétrole brut que n’importe quel autre pays de l’Histoire,.

## Éducation
Biden a proposé de payer les frais de scolarité universitaires et préscolaires pour les familles de la classe moyenne. Il a également tenté d’annuler certains prêts étudiants, avec un succès mitigé.

### Effacement de la dette étudiante
Biden soutient en 2020 l'annulation de la dette étudiante jusqu'à 10 000 $ pour certains emprunteurs. D'autres démocrates importants (les sénateurs Elizabeth Warren et Chuck Schumer) ont co-écrit une résolution prévoyant des effacements de dette allant jusqu'à 50 000 $ pour tous les emprunteurs. Il y a un débat actif sur la question de savoir si la législation ou le décret suffiraient à annuler les prêts étudiants. Les critiques font valoir que l’annulation des prêts étudiants est régressive plutôt que progressive, car la plupart des bénéficiaires de prêts étudiants font des études universitaires et gagnent plus d'argent. De plus, les impacts sur le prix des frais de scolarité et l’accès à l’université ne sont pas clairs.
La Banque Fédérale de New York indique que les prêts étudiants s'élèvent à 1 500 milliards de dollars en 2019, avec 43 millions d'emprunteurs. Le solde moyen est donc de 33 500 $. Environ 14 millions d'emprunteurs (33 %) ont un solde inférieur à 10 000 $ ; 20 millions (47 %) ont des soldes compris entre 10 000 et 50 000 $, et 9 millions (20 %) ont des soldes supérieurs à 50 000 $.
Le Committee for a Responsible Federal Budget rapporte en novembre 2020 que l’effacement des prêts étudiants présente plusieurs avantages et inconvénients, mais constitue un stimulus économique relativement inefficace. Alors que le patrimoine net des ménages augmenterait de 1 500 milliards de dollars si tous les prêts étaient annulés, en termes de dépenses mensuelles, le ménage endetté par un prêt étudiant moyen éviterait un paiement mensuel de 200 à 300 dollars. La réorientation de ces économies vers d’autres dépenses aurait un impact économique limité d’environ 100 milliards de dollars par an. Une considération importante est le traitement fiscal de l'effacement de la dette ; s’il est traité comme une augmentation du revenu, il serait donc probablement imposable, compensant ainsi le faible impact économique positif.
CNBC rapporte que l'annulation de 10 000 dollars de dette étudiante pour tous les emprunteurs coûterait au gouvernement 377 milliards de dollars, mais qu'un effacement de 10 000 dollars uniquement pour ceux dont la dette est inférieure à 10 000 dollars (environ un tiers des emprunteurs) coûterait 75 milliards de dollars. Les débiteurs de cette dernière catégorie sont généralement ceux qui ont du mal à rembourser leur dette.
À la fin de la première année de mandat de Biden, le ministère de l’Éducation a annulé au total 15 milliards de dollars de dettes pour 675 000 emprunteurs.

## Soins de santé

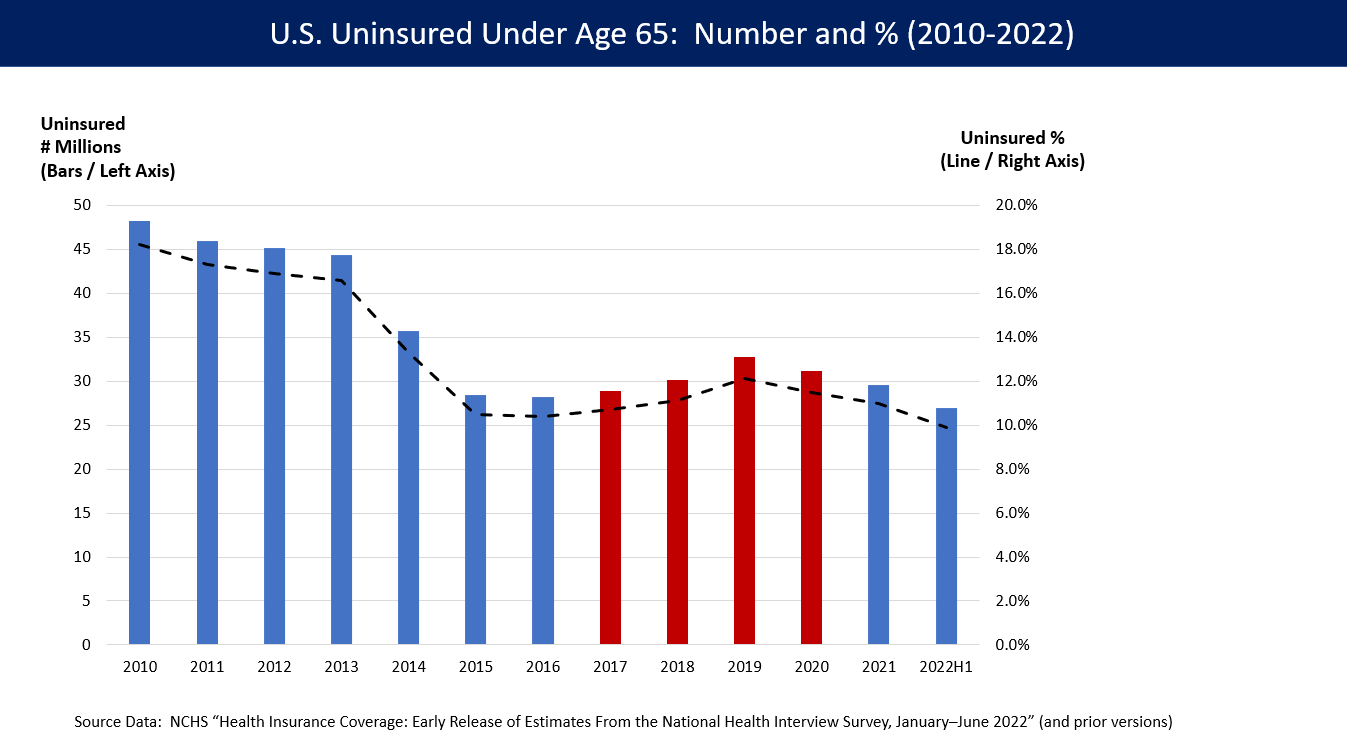
Le nombre de personnes non assurées de moins de 65 ans aux États-Unis, en nombre (axe de gauche en millions) et en pourcentage (axe de droite) au premier semestre 2010-2022 (S1). Le bleu représente une période sous le mandat d'un président du parti démocrate, le rouge sous le mandat d'un président du parti républicain. Le nombre et le pourcentage de personnes non assurées sous la présidence de Joe Biden sont tombés à leurs plus bas niveaux depuis 1997.

Biden a proposé d'abaisser l'âge de éligibilité au Medicare de 65 à 60 ans et d'élargir les subventions et l'éligibilité à l'Obamacare. Quelques 23 millions de personnes âgées de 60 à 64 ans pourraient en bénéficier directement, soit en payant des primes d'assurance moins élevées, soit en n'ayant plus besoin d'obtenir leur assurance auprès d'un employeur. Il y a environ 1,7 million de personnes ayant de 60 à 64 ans qui ne sont pas assurées et 3,2 millions qui achètent une assurance parce qu'elles ne sont pas couvertes par un employeur. Les hôpitaux bénéficieraient de taux de remboursement inférieurs pour les patients âgés de 60 à 64 ans inscrits au Medicare. Ce plan augmenterait également le déficit budgétaire, bien que le Bureau du budget du Congrès américain n’ait pas officiellement approuvé la proposition en janvier 2021. L'abaissement de l'âge du Medicare est une revendication populaire, un sondage indiquant que 85 % des démocrates et 69 % des républicains soutiennent l'abaissement de l'âge d'éligibilité à 50 ans.
Le nombre de personnes de moins de 65 ans non assurées est passé de 31,2 millions en 2020 sous le président Trump à 27,0 millions au cours du premier semestre 2022 sous le président Biden, soit une réduction de 3,2 millions ou encore de 13 %. Sur la même période le pourcentage de personnes non assurées est passé de 11,5 % à 9,9 %.

## Appuis économiques théoriques
En termes de bases économiques théoriques, les Bidenomics contrastent de façon frappante avec le modèle économique auparavant dominant, connu mondialement sous le nom de consensus de Washington ou sous le nom de néolibéralisme. Milton Friedman en est le parrain intellectuel, étant le fondateur de l'École de Chicago. C'était la politique économique dominante des nations occidentales depuis Ronald Reagan aux États-Unis dans les années 1980 en passant par les présidences de George H. W. Bush, Bill Clinton, George W. Bush et Barack Obama, ainsi que des dirigeants britanniques comme Margaret Thatcher, Tony Blair et David Cameron,. Selon Greg Ip du Wall Street Journal, « Les Bidenomics cherchent à formater le consensus économique : en déclarant la fin du néolibéralisme, les nouveaux penseurs minimisent les contraintes liées aux déficits, à l'inflation et aux incitations ».
Les Bidenomics s’appuient sur un héritage économique bien plus ancien, remontant à l'économiste John Maynard Keynes dans les années 1930, et incluant les Américains Walter Heller, James Tobin et Arthur Okun des années 1960. Les courants keynésiens constituent la théorie économique occidentale dominante jusqu'aux années 1970. Politiquement, la gauche américaine s'est tournée vers Keynes ; les républicains et les conservateurs ont privilégié l'école de Chicago, même si Trump a également largement joué sur les tarifs douaniers, ce qui est en contradiction avec les idées reçues des partisans de l'école de Chicago.

### Macroéconomie
L’ancienne vision est que l’économie est construite autour de la rareté (scarcity), parce que la demande de travail, de capital et de toute ressource est illimitée, là où le travail, le capital et les ressources sont en eux-mêmes limités. Pour parvenir au plein emploi et à une croissance plus rapide, il faut davantage de travail et davantage d’incitations au travail. La politique monétaire et budgétaire est rarement nécessaire, puisque le système de marché produit naturellement des résultats optimaux. Selon les partisans des Bidenomics, le principal problème n’est pas la rareté, mais le relâchement (slack). Le système de marché est selon eux généralement bloqué en dessous des niveaux optimaux. Le plein emploi et la croissance sont freinés par un manque de demande et nécessitent la stimulation de politiques budgétaires agressives telles que les dépenses déficitaires, ainsi que de politiques monétaires pour maintenir les flux de trésorerie,,.

### Déficits budgétaires
Le point de vue orthodoxe met en garde contre les déficits budgétaires en période de prospérité, car la réserve d’épargne est limitée. Les déficits publics utilisent des liquidités qui autrement seraient investies dans le secteur privé, et la concurrence entre le Trésor et les entreprises fait monter les taux d’intérêt. Selon la théorie des Bidenomics, le monde développé regorge d’épargne excédentaire, ce qui produit des taux d’intérêt très bas. Absorber une partie de cet énorme réservoir d’épargne par le biais d’importants déficits ne détournera pas les investissements privés et ne fera pas augmenter les taux d’intérêt.
Quant aux taux d’imposition, les taux d’intérêt très bas facilitent grandement la couverture de la dette nationale.

### État providence
Selon l’ancien paradigme, l’État-providence est un mal nécessaire et devrait se concentrer sur les personnes dépourvues d’autres ressources, comme les personnes âgées. L'assurance chômage est autorisée car elle est couverte par les charges sociales des travailleurs salariés, mais elle devrait être limitée afin que personne ne soit tenté de refuser une offre d'emploi. L’argument est que le travail, aussi mal payé soit-il, confère une reconnaissance sociale[source insuffisante].
Les Bidenomics affirment que le gouvernement devrait promouvoir le bien-être national et qu'un ingrédient essentiel de la société américaine est de prendre soin des personnes à charge — en particulier des enfants et des parents âgés. Le fait que les soins ménagers non rémunérés ne soient pas inclus, même s'ils sont si importants, constitue un défaut technique dans la définition du Produit Intérieur Brut. Le plan de sauvetage américain Biden promulgué en mars 2021, comprend ainsi un crédit d'impôt pour enfants considérablement élargi,.

### Chômage
Le point de vue orthodoxe avertit que lorsque la politique budgétaire pousse le chômage en dessous de son niveau naturel, l’inflation augmente et les taux d’intérêt augmentent. La vision des Bidenomics est que la politique budgétaire et monétaire devrait être utilisée pour minimiser autant que possible le chômage. L’argument est que le chômage ne provoque normalement pas d'inflation et que, s’il finit par le faire, le coût social du chômage est bien plus élevé que le coût social de l’inflation.

## Perceptions populaires sur l’économie
La montée de l'inflation qui a culminé à 9,0 % en juin 2022 commence à s’atténuer rapidement à partir de la fin de l'année 2023. En novembre 2023, le taux d’inflation s’élève à 3,2 %. La croissance du PIB, la création d’emplois et la croissance des salaires sont restées fortes sous Biden, avec un taux de chômage durablement bas depuis près de 50 ans. Les sondages indiquent cependant un large mécontentement du public à l’égard des Bidenomics, même si les données montrent que les consommateurs continuent à dépenser, à prendre des vacances et à changer d’emploi comme s’ils pensaient que l’économie était bonne.
Un sondage du CBS News de mars 2024 révèle que 65 % des Américains considèrent l'économie sous Donald Trump, comme bonne, alors que seulement 38 % expriment une opinion positive similaire de l'économie sous Joe Biden.
Un sondage du Wall Street Journal réalisé en avril 2024 dans sept États clés révèle que 74 % des personnes interrogées pensent que l'inflation s'est aggravée au cours de l'année précédente, bien que le taux d'inflation ait diminué de presque la moitié par rapport à l'année précédente. En réalité, les personnes interrogées dans chaque État déclarent que l'économie de leur État s'est améliorée au cours des deux dernières années, même si elles pensaient que l'économie nationale s'est globalement détériorée.

### Traduction
- (en) Cet article est partiellement ou en totalité issu de l’article de Wikipédia en anglais intitulé « Economic policy of the Joe Biden administration » (voir la liste des auteurs).